# 張鳴珂

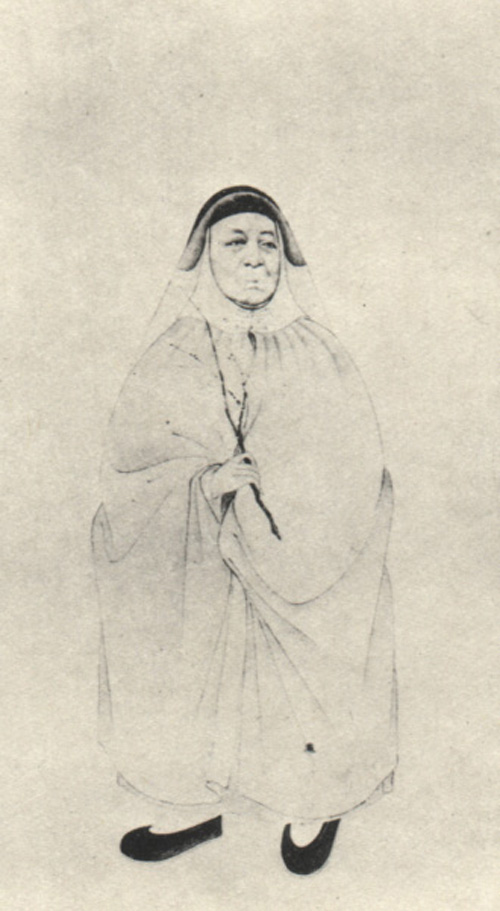
《清代學者象傳》之張鳴珂

張鳴珂（1829年—1908年），原名国检，字公束，号玉珊，晚号寒松老人、窳翁，浙江嘉兴人，清朝画家。
咸豐十一年，登拔贡，官至江西德兴县知县，义宁州知州，曾进入李朝斌为幕僚。藏書上萬卷，著有《寒松阁谈艺琐录》、《寒松阁诗集》、《寒松阁词》、《疑年赓录》、《骈体正宗续编》等。